# 76 г. пр.н.е.
76 (седемдесет и шеста) година преди новата ера (пр.н.е.) е година от доюлианския (Помпилийски) римски календар.

## Събития

### В Римската република
- Консули на Римската република са Гней Октавий и Гай Скрибоний Курион.
- Курион получава командването за борба с мародерстващи племена в Тракия.[1]
- Юлий Цезар решава да изучава реторика при Аполоний Молон на Родос, но край остров Фармакуза (в близост до Милет) е отвлечен от пирати. По време на пленичеството си от 40 дни той заплашва пиратите, че ще ги екзекутира щом се освободи. След плащането на откуп, Цезар е освободен и наема хора и кораби от Милет, с които издирва и залавя отвлеклите го пирати. Впоследствие ги разпъва на кръст изцяло по свой почин и без разрешение от властите.[notes 1][1]
- Серторианската война:
  - Квинт Серторий превзема град Лаурон като принуждава Гней Помпей да бездейства.
  - Серторий се оттегля за зимата в Лузитания, а Помпей и Метел остават в близост до Пиренеите.[1]

## Родени
- Гай Азиний Полион, римски политик, оратор и поет (умрял 4 г.)
- Юлия, дъщеря на Юлий Цезар и съпруга на Помпей Велики. (умряла 54 г. пр.н.е.)
- Калпурния Пизония, римска матрона и третата жена на Юлий Цезар

## Починали
- Александър Янай, цар на Юдея (роден ок. 127 г. пр.н.е.)

Бележки:
1. ↑  Или ранна 75 г. пр.н.е.